# Stick (personaggio)
Stick è un personaggio dei fumetti, creato da Frank Miller (testi e disegni) pubblicato dalla Marvel Comics. La sua prima apparizione avviene in Daredevil (vol. 1) n. 176 (novembre 1981).
Misterioso maestro di arti marziali cieco ispirato alla figura di Zatōichi, Stick è il leader del benevolo ordine ninja dei Casti, storici avversari della Mano, ed ha addestrato sia Elektra che Daredevil.

## Biografia del personaggio
Nato cieco, il misterioso uomo noto solo come "Stick" sviluppa la propria percezione sensoriale ben oltre quanto fatto dai comuni esseri umani divenendo il maestro di un ordine di ninja dotati di poteri mistici: i Casti, che mantiene puri ed immacolati da ogni sorta di male ed assieme ai quali si pone come obbiettivo la distruzione della Mano. Stick si reca inoltre a New York poco tempo dopo l'incidente che priva della vista Matt Murdock e, comprendendo il potenziale del ragazzo, gli insegna a combattere e a padroneggiare i suoi sensi ipersviluppati. Non molti anni dopo, in Giappone, Stick ammette tra i Casti la giovane Elektra Natchios ma, in seguito, la espelle poiché incapace di liberarsi delle sue emozioni negative.
Svariati anni dopo, a New York, Stick aiuta il suo pupillo, nel frattempo divenuto il supereroe Devil, a recuperare il suo "senso radar", temporaneamente perduto, dopodiché scampa a un tentativo di assassinarlo da parte della Mano e richiama a sé i membri dei Casti riuscendo, con il loro aiuto, a sconfiggere Kirigi, uno dei ninja più letali dell'organizzazione. Tuttavia la Mano contrattacca assediando Hell's Kitchen e dando luogo a un violento scontro con Stick, i suoi guerrieri, Devil e la Vedova Nera; prima però che la Mano possa avere il sopravvento su di loro, Stick utilizza un'antica tecnica mistica per prosciugare la forza vitale dai ninja avversari sacrificando in cambio la propria vita ed esplodendo assieme ad alcuni suoi alleati.
Anni dopo i Casti scoprono che lo spirito del loro maestro si è reincarnato in un neonato e si mettono alla sua ricerca riuscendo, con l'aiuto di Devil, a localizzarlo e a proteggerlo dall'attacco della Mano. Successivamente viene riportato in vita dal Collezionista per prendere parte alla Sfida dei Campioni.

## Poteri e abilità
Nonostante la cecità, Stick ha sviluppato una percezione sensoriale ben al di sopra di quella di un comune essere umano, tanto da avere udito, tatto, olfatto e gusto ipersviluppati quanto quelli di Devil e perfino il suo stesso "senso radar" per rimpiazzare la vista. In qualità di leader dei Casti, Stick è finemente addestrato nell'arte del ninjutsu tramandata all'interno dell'ordine, cosa che lo rende uno straordinario combattente sia a mani nude che con le armi bianche, sebbene in battaglia prediliga servirsi di un bastone Bō, da cui deriva il nome "Stick". Infine dispone di capacità mistiche quali comunicare telepaticamente con gli adepti dei Casti e manipolare il proprio ki (氣) al fine di assorbire l'energia vitale altrui; tecnica con cui può uccidere all'istante la vittima designata ma per la quale deve morire a sua volta in quanto il suo corpo, assorbita troppa energia, esplode.

## Altre versioni

### Ultimate
Nell'universo Ultimate, Stick è il vecchio maestro di Matt Murdock, Blade, Shaft e Stone. Dopo la morte di Matt, avvenuta in Ultimatum, allena il tredicenne cieco Ray Connor affinché divenga il nuovo Devil. Prima di poter terminare l'addestramento Stick viene però morso da un vampiro e, in seguito, ucciso da Blade, che lo colpisce al cuore con la sua spada.

### What If?
Il personaggio è stato reinventato in tre scenari della serie fuori continuity What If?:
- Nel primo, che immagina cosa sarebbe successo se Murdock fosse stato adottato da Kingpin, pur allenandolo sin dall'infanzia, Stick diviene infine nemico di Devil nel momento in cui questi decide di mettere le sue abilità al servizio del padre adottivo[13].
- Nel secondo, che immagina cosa sarebbe successo se le avventure del personaggio si fossero svolte nel Giappone feudale, Stick insegna le arti marziali al giovane Masahiro, affinché superi la perdita della vista divenendo "Il diavolo che osa" (The Devil who Dares)[14].
- Nel terzo, che immagina cosa sarebbe successo se Devil fosse stato ucciso al posto di Elektra e resuscitato dalla Mano, Stick viene ucciso in uno scontro con quest'ultimo[15].

## Altri media

### Cinema
- Stick, interpretato da Terence Stamp, compare nel film del 2005 Elektra. In tale versione, a differenza dei fumetti, il personaggio non ha nessun legame con Devil ed è l'artefice della resurrezione di Elektra.

### Televisione
- Il personaggio appare in un flashback durante un episodio della serie animata Spider-Man - L'Uomo Ragno.
- Stick, interpretato da Scott Glenn[16], compare nelle serie televisive del Marvel Cinematic Universe Daredevil e The Defenders.[17]

### Videogiochi
- Stick appare come personaggio di supporto nel videogioco per Game Boy Advance Daredevil, tratto dall'omonimo film.